# Callicebus caquetensis
Plecturocebus caquetensis
Espèce
Synonymes
- Plecturocebus caquetensis

Statut de conservation UICN

 CR A4cde : 
En danger critique
Statut CITES
Callicebus caquetensis est un primate de la famille des Pitheciidae.
Le genre Callicebus a fait l'objet de révisions taxonomiques en 2016 et cette espèce a été proposée comme faisant partie du nouveau genre Plecturocebus : Plecturocebus caquetensis.
Le callicebus caquetensis est une des 18 espèces de primates néotropiques à avoir été incluses entre 2000 et 2020 dans la liste des 25 espèces de primates les plus menacées au monde (inclus dans la liste de 2016)

## Répartition et habitat

Distribution géographique de Callicebus caquetensis en Colombie.

Callicebus caquetensis est endémique de Colombie. Elle a été découverte en août 2010 dans le département du Caquetá. Cette espèce se trouve plus précisément entre le río Orteguaza et le río Caquetá, à proximité de la base de la Cordillère orientale des Andes. La distance qui la sépare de Callicebus ornatus est de 230 km et de 140 km au sud pour Callicebus discolor. 

## Menaces et protection
Callicebus caquetensis vit dans une zone soumise à une intense colonisation humaine qui a causé la destruction généralisée de son habitat et sa fragmentation.

## Sources
- (en) HMW : Callicebus caquetensis  Defler, Bueno & Garcia, 2010 (dans la base de données ITIS) (consulté le 26 août 2019)
- (en) CITES : Callicebus caquetensis Defler, 2010  (+ répartition sur Species+) (consulté le 16 mai 2015)
- (en) BioLib : Plecturocebus caquetensis  (Defler, Bueno & Garcia, 2010) (Syn. de Callicebus caquetensis) (consulté le 26 août 2019)
- (en) Catalogue of Life : Plecturocebus caquetensis (Defler, Bueno & Garcia, 2010) (consulté le 19 décembre 2020)
- (fr) CITES : taxon  Callicebus caquetensis (sur le site du ministère français de l'Écologie) (consulté le 26 août 2019)
- (fr + en) ITIS : Plecturocebus caquetensis  (Defler, Bueno & Garcia, 2010) (consulté le 26 août 2019)
- (en) NCBI : Callicebus caquetensis  Defler & al. 2010 (taxons inclus) (consulté le 26 août 2019)
- (en) UICN : espèce Plecturocebus caquetensis  Defler, Bueno & García 2010 (Syn. de Callicebus caquetensis) (consulté le 26 août 2019)
- Une nouvelle espèce de singe découverte dans les profondeurs de l'Amazonie